# Петропавлівська селищна територіальна громада
Петропавлівська селищна територіальна громада — територіальна громада в Україні, у Синельниківському районі Дніпропетровської області, з адміністративним центром у селищі Петропавлівка.

## Загальна інформація
Площа території — 233,5 км², населення громади — 8 588 осіб, з них: міське — 7 037 осіб, сільське — 1551 особа(2020).

## Населені пункти
До складу громади увійшли 2 селища (Залізничне, Петропавлівка) та 6 сіл: Васюківка, Лозове, Лугове, Роздори, Росішки й Самарське.

## Історія
Створена у 2020 році, відповідно до розпорядження Кабінету Міністрів України № 709-р від 12 червня 2020 року «Про визначення адміністративних центрів та затвердження територій територіальних громад Дніпропетровської області», шляхом об'єднання територій та населених пунктів Петропавлівської селищної та Лозівської і Самарської сільських рад Петропавлівського району Дніпропетровської області.
19 липня 2020 року, в результаті адміністративно-територіальної реформи та ліквідації Петропавлівського району, громада увійшла до складу новоутвореного Синельниківського району.